# Имбитуба
Имбитуба (порт. Imbituba) — муниципалитет в Бразилии, входит в штат Санта-Катарина. Составная часть мезорегиона Юг штата Санта-Катарина. Находится в составе крупной городской агломерации Агломерация Тубаран. Входит в экономико-статистический микрорегион Тубаран. Население составляет 44 853 человек на 2024 год. Занимает площадь 182,54 км². Плотность населения — 245,7 чел./км².

## История
Город основан 21 июня 1958 года.

## Статистика
- Валовой внутренний продукт на 2003 составляет 233.228.126,00 реалов (данные: Бразильский институт географии и статистики).
- Валовой внутренний продукт на душу населения на 2003 составляет 6.202,22 реалов (данные: Бразильский институт географии и статистики).
- Индекс развития человеческого потенциала на 2000 составляет 0,805 (данные: Программа развития ООН).